# 大内恒夫
大内 恒夫（おおうち つねお、1922年3月24日 - 2018年2月8日）は、日本の裁判官。最高裁判所判事。位階は正三位。山形県出身。

## 概要
1943年（昭和18年）東京帝国大学法科を卒業。同年司法官試補となる。東京地方裁判所判事、最高裁訴廷部などに勤務。再び裁判事務に就いた後、1964年（昭和39年）5月に最高裁秘書課長兼広報課長に就任。新聞記者との折衝も仕事の一つだが、懇切丁寧な大内の対応は記者から好評だった。後に最高裁経理局長となり、現最高裁庁舎の建設に参画した。78億円から126億円と膨らんだ建設予算獲得のために大蔵省との折衝をした。国家的事業と考え、法廷内に吸音板を張り巡らして静穏に工夫したり、天井の高い大法廷の暖房にエアカーテンを流すなど最新の注文をつけるなどした。
その後、名古屋高等裁判所長官や東京高等裁判所長官を歴任。
1985年（昭和60年）11月5日に最高裁判所判事に就任。司法消極主義については「一般論でいえば、三権分立の中で権限のないことまで足を踏み入れるのは避けるべきだ。ただ、あくまで具体的な事件に即して判断すること」と述べた。
矢口洪一最高裁長官とは気心の知れた間柄である。
山中事件の上告審では最高裁第一小法廷の裁判長として1989年（平成元年）6月22日に事実誤認があるとして、二審の死刑判決を破棄し名古屋高裁に審議を差し戻した（その後、殺人罪の無罪が確定）。
1992年（平成4年）3月に定年退官した。
1994年、勲一等瑞宝章受章。
2018年（平成30年）2月8日、肺炎のため死去。95歳没。叙正三位。
父の大内有恒は弁護士で元山形市長。長女の大内和子はいわき明星大学副学長。